# Télesphore Arsenault
Pour les articles homonymes, voir Arsenault.
Télesphore Arsenault (1er janvier 1872 à Baie-Egmont - 13 janvier 1964 à Richibouctou) était un agriculteur et un homme politique canadien du Nouveau-Brunswick.

## Biographie
Télesphore Arsenault est né le 1er janvier 1872 à Baie-Egmont dans l'Île-du-Prince-Édouard au Canada. 
Agriculteur de profession, la politique l'attire et il devient conseiller pour le gouvernement régional du comté de Kent de 1913 à 1925.
Conservateur, il se lance ensuite en politique fédérale et est élu député de la circonscription de Kent le 28 juillet 1930, face à Alfred Bourgeois. Il est toutefois battu aux deux élections suivantes, face à Louis-Prudent-Alexandre Robichaud en 1935 et Aurèle Léger en 1940, et ne se représente plus ensuite.
Télesphore Arsenault est mort le 13 janvier 1964.